# Ешмун
Ешмун (на финикийски: , ′šmn, от „шем“ (šm) „име“; апелатив, заместващ табуираното име на божеството) е финикийски бог-лечител; бог на умиращата и възкръсваща природа, покровител на Сидон; почитан и в Картаген.
Според беритска легенда, предадена от Дамаский, е смъртен син на бог Садик. Богинята Астроноя (Астарта) го вижда по време на лов и, поразена от качествата му, се влюбва в него. Богинята започва да преследва Ешмун, който при бягството си от нея се самоскопява и умира, но богинята го връща към живот с животворната си топлина и го прави бог.
В Тир и Картаген Ешмун е смятан за спътник на Мелкарт (отъждествяван е с Йолай), според по-късната антична традиция загиналият в битка с Тифон Мелкарт, е съживен от Ешмун.
Основен атрибут на Ешмун е змия, увита около тояга. Най-известното негово светилище в древността е това край Сидон; друг негов храм е имало в Бирса (Картаген), а край Берит (дн. Бейрут) е имало свещена гора, посветена на него.